# Fox40

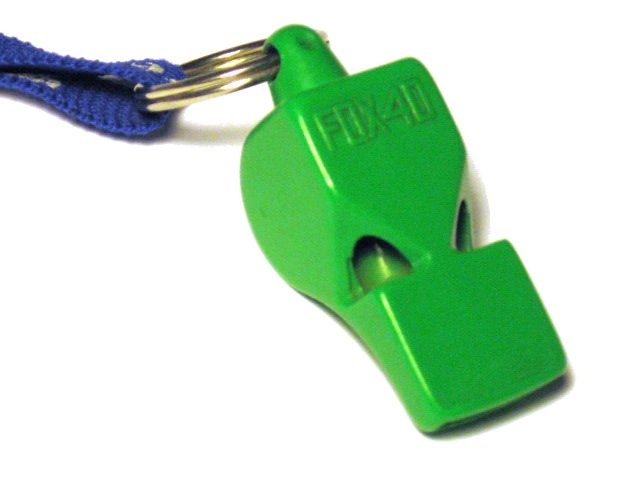
Silbato Fox 40 de 1980.

Fox 40 es un tipo de silbato diseñado por Ron Foxcroft. La diferencia del diseño de este silbato es que no tiene bola.

## Historia
Ron Foxcroft jugó a fútbol hasta que a los 17 años cayó lesionado. Tras su lesión decidió arbitrar a baloncesto. Foxcroft empezó a encontrar problemas en el silbato que se utilizaba entonces, un silbato que tenía en su interior una bola de corcho del tamaño de un guisante. A estos silbatos cuando la bola se congelaba, cogía humedad, saliva o un poco de suciedad en el interior, perdían su eficacia.
Una de las situaciones más famosas en las que Foxcroft tuvo problemas con su silbato fue durante la final de baloncesto de las olimpiadas de Montreal en 1976, en la Foxcroft fue abucheado por una multitud de 18.000 aficionados (récord en ese momento de asistencia de baloncesto en Canadá) cuando un jugador yugoslavo dio un codazo a un miembro del equipo de Estados Unidos y no fue penalizado. Foxcroft había visto la infracción pero al soplar su silbato, este no sonó.
Foxcroft quiso resolver el problema y acudió a una compañía de fabricación de plásticos. La compañía accedió a ayudarle si él les daba el diseño.  Foxcroft alquiló los servicios de Chuck Shepherd, un diseñador industrial para diseñar el silbato. Tras 14 prototipos se encontró la solución final. Chuck patentó con el número 5816186 el 6 de octubre de 1998.
Foxcroft presentó su silbato Fox 40 a los árbitros en 1987 en los Juegos Panamericanos en Indianapolis (Indiana). Antes de finalizar los juegos, Foxcroft ya tenía un pedido de 20.000 silbatos.
Fox40 se convirtió en el líder en silbatos vendiendo 40.000 silbatos diariamente en 140 países.